# Vino con frutilla
El vino con frutilla es un cocktail tradicional de la Región Este de Uruguay, principalmente en la ciudad de Minas. Similar al borgoña chileno, se trata de un vino artesanal mezclado con frutillas machacadas y azúcar, dando como resultado una bebida alcohólica muy dulce. Suele encontrarse todo el año en las inmediaciones de Minas, en donde es preparado de manera artesanal y vendido en diversos almacenes de ramos generales. También es común encontrarlo en circunstancia de diversos festivales a lo largo del país, como el Festival Minas y Abril y la Noche de los Fogones en el departamento de  Lavalleja o en el festival a orillas del Olimar en la ciudad de Treinta y Tres Esta bebida se encuentra en Uruguay desde principios de la década de 1990.